# Pteleopsis pteleopsoides
Pteleopsis pteleopsoides är en tvåhjärtbladig växtart som först beskrevs av Arthur Wallis Exell, och fick sitt nu gällande namn av K. Vollesen. Pteleopsis pteleopsoides ingår i släktet Pteleopsis och familjen Combretaceae. Inga underarter finns listade i Catalogue of Life.